# Biblioteca

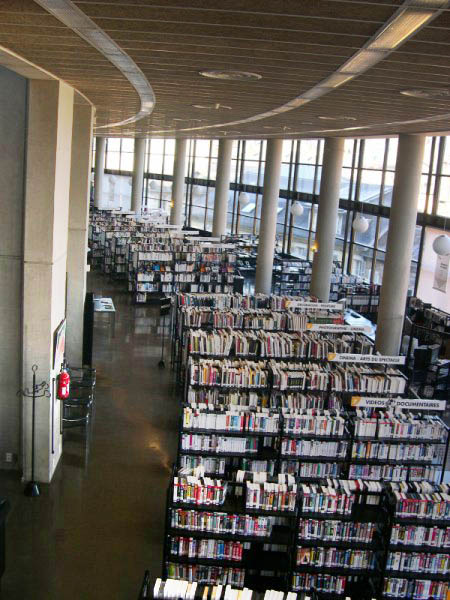
Biblioteca de Chambery.

El nom biblioteca prové del llatí bibliothēca provinent del grec antic βιβλιοθήκη (bibliothḗkē) compost de βιβλίον (biblion, «llibre») i θήκη (thḗkē, «caixa»), on caixa s'entén generalment com a edifici o cambra. Actualment es defineix biblioteca com una col·lecció de recursos en diferents suports organitzada per professionals de la informació o altres experts que hi proporcionen accés físic, digital, bibliogràfic o intel·lectual i ofereixen serveis per tal de satisfer les necessitats d'informació, de formació, de cultura i de lleure dels seus usuaris, amb l'objectiu d'estimular l'aprenentatge individual i el desenvolupament de la societat en el seu conjunt.

El concepte de biblioteca es concreta en realitats molt diferents que constitueixen models diferents per adaptar-se millor a les necessitats de les diverses tipologies d'usuari. La definició del concepte de biblioteca es basa en la col·lecció, l'organització, els serveis de la biblioteca, la cooperació, i la tipologia bibliotecària. Els tres primers representen l'essència de la biblioteca, ja que resumeixen la missió de la mateixa i del bibliotecari: seleccionar la informació i coneixements que interessen als seus usuaris, i que es recullen en documents, i els organitza per fer-los accessibles. Els dos últims elements del concepte, la cooperació i tipologia bibliotecària, s'han anat desenvolupant a mesura que el món de la informació i, per tant, la missió de la biblioteca, ha anat canviant.

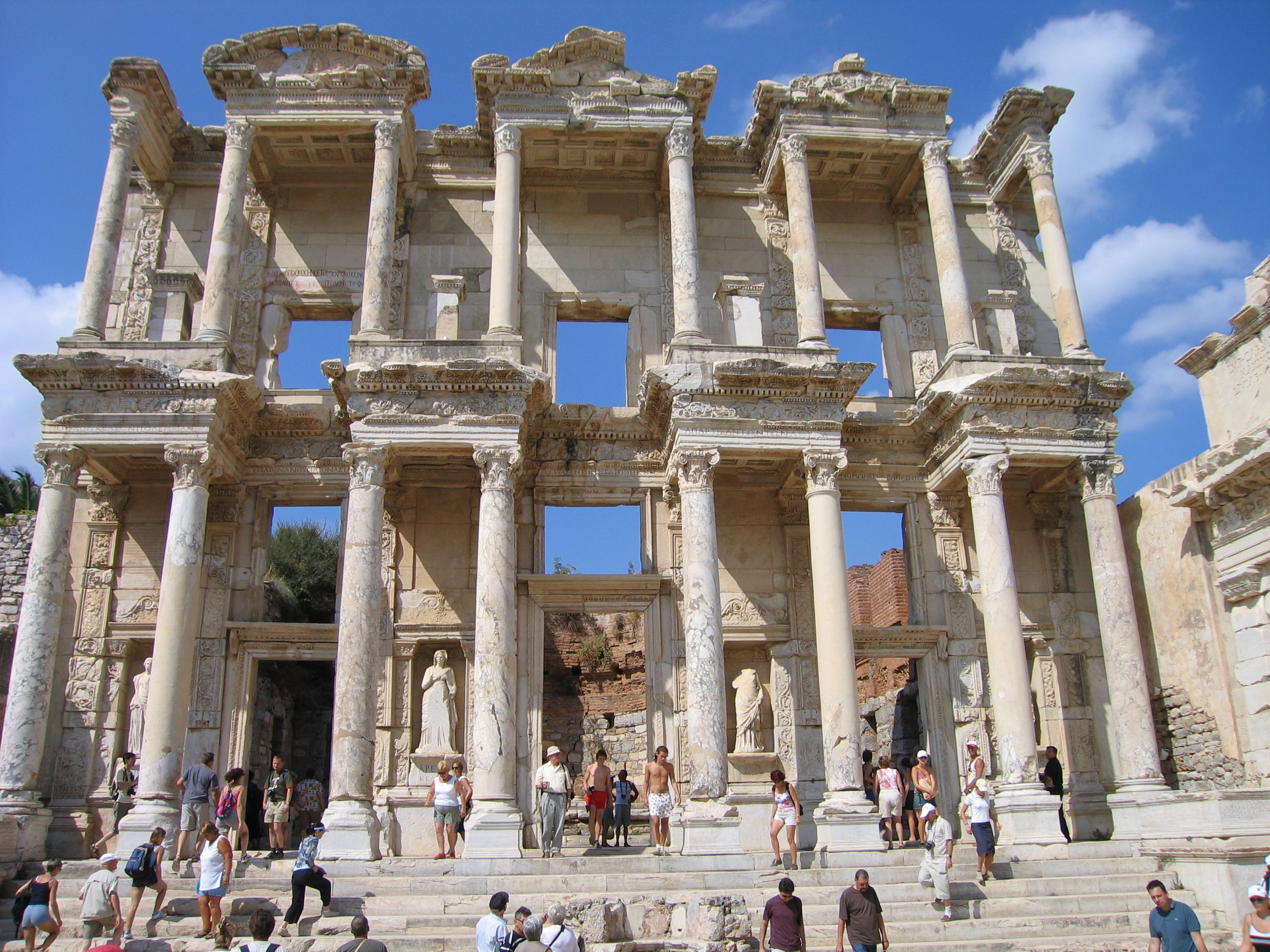
Biblioteca de Cels.

## Història
L'existència de biblioteques pròpiament dites es remunta al temps remots de l'imperi assiri (més de 30 segles aC) segons han revelat les exploracions arqueològiques a Mesopotàmia, principalment en Larsa, Uruk, Ur, Sippara, Kalah i Nínive, de les ruïnes del qual s'han extret per milers els famosos maons coberts d'inscripcions que avui atresora en la seva gran majoria el Museu Britànic. La més cèlebre de totes és la descoberta a Koyundjik entre les ruïnes del palau de Senaquerib, fundada o engrandida per Assurbanipal.
En paraules de James W.P. Campbell: "La història de les biblioteques s'ha caracteritzat pel canvi i adaptació constants".

### Egipte i Grècia
Són escasses les notícies de biblioteques que ofereixen els historiadors o que hagin revelat les exploracions científiques. Diodor de Sicília refereix l'existència de la d'un faraó que ell denomina Osymandyas (probablement, Ramsés II) i que era a la ciutat de Tebes, on els exploradors Champollion i Wilkinson van descobrir senyals d'una biblioteca que va haver d'existir catorze segles a. C. Tanmateix, val per totes la famosa biblioteca greco-egípcia d'Alexandria, que va arribar a posseir 700.000 volums. Per a ella va fer traduir Ptolemeu II (285 aC) la Sagrada Bíblia dels jueus de l'hebreu al grec, traducció coneguda amb el nom de Versió dels Setanta. Aquell centre va ser destruït en ser conquerida la ciutat pels àrabs en el 641, segons diuen els historiadors, encara que ja en temps de Juli Cèsar va sofrir una altra destrucció pels soldats d'aquest. D'entre els grecs, té la seva celebritat històrica la Biblioteca de Pèrgam, la qual comptava amb uns 200.000 volums al temps de ser transportada per Octavi August a Alexandria.

### Roma
La primera biblioteca pública de Roma es va fundar en l'Atrium libertatis sobre la Muntanya Aventina. L'Emperador Octavi August va fundar la segona al temple d'Apol·lo sobre la muntanya Palatina. Abans de les biblioteques públiques hi va haver col·leccions particulars que els nobles romans buscaven i compraven a gran preu o es portaven de les ciutats gregues conquerides i aquest afany va continuar actiu en els altres segles de l'Imperi. La primera col·lecció d'aquesta classe privada va ser la de Pau Emili, any 160 aC El segle iv, Roma tenia 29 biblioteques públiques que la invasió dels bàrbars va destruir gairebé per complet i sens dubte, que en altres ciutats romanes es trobarien magnífiques col·leccions de llibres quan només a Herculà se n'ha descobert una amb més de 1.800 peces de papir que van haver de compondre uns 800 rotlles.
Quan els cristians van poder dedicar-se a les lletres, van fundar també les seves biblioteques.
Tot això, sense comptar les col·leccions de volums sagrats que totes les Esglésies tenien. L'Emperador Constantí va reunir més de 6.900 volums a la biblioteca que va fundar ell a Constantinoble, biblioteca que comptava amb 1000000 volums a la mort de l'Emperador Teodosi i va ser cremada l'any 477.

### Edat mitjana
Des de la invasió dels bàrbars, refugiades les ciències i les lletres als monestirs i catedrals com a únics dipositaris del saber en aquella època, a aquests s'ha d'acudir per a trobar biblioteques a l'Europa occidental fins a l'acabament de l'edat mitjana. La primera biblioteca de la qual es té notícia a la península Ibèrica va ser la de Sant Martí de Braga al seu monestir de Dumis, a Portugal, cap a l'any 560; el van seguir durant el segle vii la d'Isidor de Sevilla i la de Sant Brauli a Saragossa. La posició geopolítica dels comtats catalans durant l'alta edat mitjana, situats entre les corts cristianes i musulmanes, propiciaren la gran influència que tingueren en el desenvolupament de la cultura europea alguns Scriptorium catalans, com els de Santa Maria de Ripoll, Sant Miquel de Cuixà o la catedral de Vic; a més de fornir les seves biblioteques, aquests escriptoris introduïren a l'Europa ultrapirinenca còpies manuscrites d'importants textos de l'antiguitat d'autors com Aristòtil, Virgili o Ciceró, conservats en la tradició islàmica, i el treballs d'autors musulmans, amb nous conceptes sobre aritmètica i astronomia hindoaràbiga. Durant els segles x i xi, destaquen en l'enriquiment de les seves biblioteques els bisbes Miró Bonfill, Sal·la i Oliba i els monjos Oliba de Ripoll i Domènec d'Alaó; també hi col·laboren econòmicament membres de la noblesa i magnats com Tassi. D'aquestes biblioteques en fan ús, in situ, personalitats com el futur papa Silvestre II o el dux venecià Pere Orsèol.
Aquesta producció local de llibres, amb traductors i copistes, i l'intercanvi que se'n feia d'ells amb altres centres culturals europeus, com el Vaticà o l'Abadia de Montecassino, enriquien les biblioteques catedralícies i monàstiques del país. Gairebé totes les seus, com les d'Urgell, d'Elna, de Girona o  de Barcelona, i comunitats eclesiàstiques importants, com Sant Cugat del Vallès, Santa Maria d'Alaó, Sant Serni de Tavèrnoles, Sant Pere de Rodes…, gaudiren d'importants biblioteques. Al segle xiii, van començar a tenir importància les biblioteques als palaus de reis i magnats, que anaren creixent amb el pas dels segles; van ser cèlebres, entre d'altres, la d'Alfons X de Castella i la de Jaume el Just. Els preus dels llibres era molt alt: el 1009 es permutava un cavall per un leccionari, i el 1044, el bisbe de Barcelona adquiria dues obres majors de gramàtica a canvi d'una casa amb terreny. Als documents dels segles ix, x i xi, es parla amb freqüència de col·leccions de llibres que bisbes i canonges deixaven en testament a les biblioteques d'esglésies i monestirs; i és notòria la sol·licitud que els monjos desplegaven per a conservar-les i enriquir-les.
Majorment, les biblioteques d'aquesta època es componien d'obres litúrgiques, però també n'hi abundaven de jurídiques, lingüístiques, agrònomes, aritmètiques, musicals, filosòfiques, literàries, històriques, astronòmiques,... Considerades amb els patrons actuals, pot semblar que les biblioteques europees no contenien gaires exemplars: entre les notables del continent, el 970 la de Ripoll posseïa poc més de seixanta-sis còdex, cent vint-i-un el 1008 i dos-cents quaranta-sis el 1046. Era comú en les seus catedralícies disposar de dues biblioteques, una composta per textos eclesiàstics, els llibres de la qual circulaven en préstec per les diverses parròquies de la diòcesi, i una altra, més privada, amb exemplars sovint luxosos i de temàtica profana; a la biblioteca litúrgica episcopal de Vic, el 957 hi havia una respectable col·lecció de cinquanta-cinc volums.

### Edat moderna

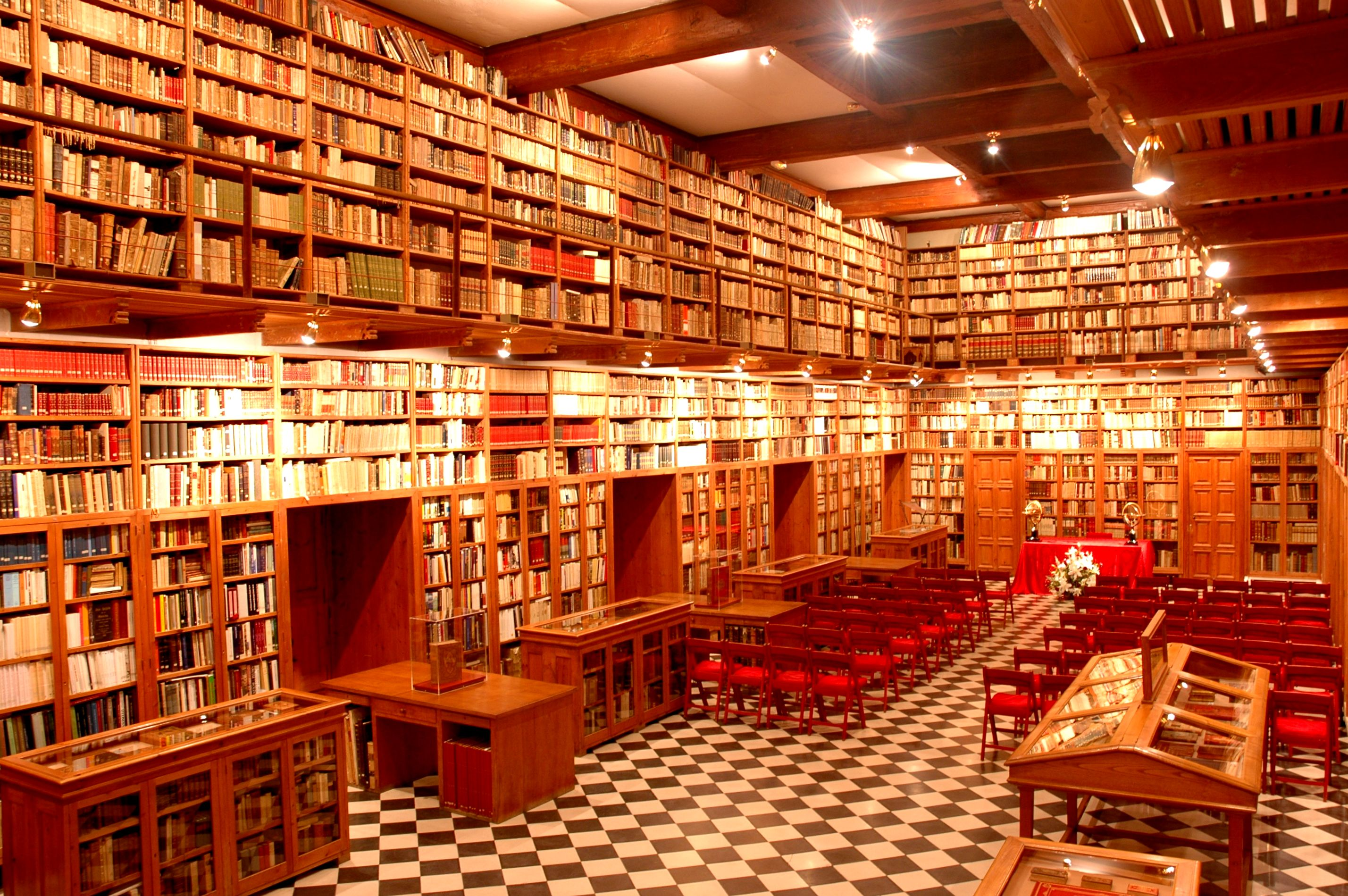
La biblioteca del Castell de Peralada

Des de la invenció de la impremta el nombre i l'engrandiment de les biblioteques ha anat en augment. França tenia només a París en l'època de la revolució de 1793, coneguda com a Regnat del Terror, més de 1.000 biblioteques públiques.

### Edat contemporània
Després de 1789 es van fundar moltes biblioteques a cada país. En l'actualitat moltes d'aquestes biblioteques poden ser consultades a través d'internet.
Destaquen les xarxes de biblioteques Vancouver Public Library i Montreal Public Library, que foren considerades per un estudi com les que més compleixen les funcions d'una biblioteca a nivell mundial.
Al segle xx, a Europa, van aparèixer les biblioteques de dones. Aquestes van evolucionar amb les onades feministes: les biblioteques de dones de la primera onada van ser creades a principi del segle xx per les sufragistes i les de la segona onada van aparèixer després de la Segona Guerra Mundial i es consolidaren en la dècada del 1960. Les de la segona onada es crearen especialment als països occidentals, arribant més tard (a la dècada del 1980) aquestes biblioteques de dones de la segona onada a Espanya per les circumstàncies polítiques.
A la Unió Europea es trobà que les biblioteques afecten a qüestions vitals dels ciutadans.
Al final de la dècada del 1980 van aparèixer les biblioteques digitals. L'aparició massiva de biblioteques digitals començà a la dècada del 1990.
Durant el segle XXI les biblioteques deixaren de centrar-se en les col·leccions i es diversificaren en els serveis adaptant-se a les noves tecnologies possibilitant que siguen llocs per a aprendre diverses coses per a diversos usuaris. Al Regne Unit les biblioteques en general moltes d'elles són tancades i a deixen de ser utilitzades cada vegada més des de mitjans de la dècada del 2000. Entre el 2010 i el 2016 uns 8.000 treballadors britànics perderen la seua feina en biblioteques, suposant un quart del personal.
Amb l'ús cada vegada més important dels serveis a Internet el paper de les biblioteques públiques en ser les que garanteixen l'accés públic a Internet ha guanyat molta importància des de l'inici del segle XXI convertint-se en un servei clau. Este fet destaca als Estats Units d'Amèrica, on s'utilitza per a:
- Cercar feina.
- Accedir a recursos educatius.
- Mantindre el contacte amb la família.
- Accés a activitats del govern electrònic.
- Accedir a informació per a emergències.

El problema de l'accés s'emmarca dins del fenomen de la fractura digital. La dotació del servei no és suficient perquè també requereix per part de la biblioteca que siga un espai on es forme en competències per a l'ús d'aquests serveis. El paper formador pot trobar-se en formadors que siguen bibliotecaris o no, sent el segon cas un fenomen no minoritari.
L'avanç dels serveis que utilitzen Internet solen requerir més banda ampla, cosa que encareix el servei que donen les biblioteques. Aquest problema se suma a la falta de pressupostos per la poca atenció que rep per part dels gestors de les polítiques. Destaca els casos on la biblioteca suposa l'únic punt d'accés al Internet per a la comunitat a la que serveix.
Les tasques de les biblioteques a partir de la meitat de la dècada del 2010 tenen relació amb una sèrie d'assumptes interdisciplinaris:
- Les dades obertes: és el cas de les biblioteques universitàries en relació amb les dades dels investigadors i l'alfabetització en transparència.
- Les dades massives: en relació amb l'ús de metadades i catalogació automatitzada amb l'ús de llenguatges de marques.
- Les comunitats de fans: Els quals "poden trobar a les biblioteques aliats per a la especialització i la vehiculació".
- L'ús de drons
- L'Internet de les coses: com les possibilitats dels "prestatges intel·ligents, llibres amb lectors de dades i usos" i l'ús de ginys interconnectats per a controlar amb més detall sobre l'ús dels fons.
- Gamificació: amb l'aprenentatge basat en el joc.
- Storydoing
- Makerspaces
- Economia col·laborativa
- Gestió de la privacitat

## Biblioteques a Espanya
Al principi del segle xix les biblioteques d'Espanya eren privades o d'ús restringit (de monestirs, universitats, palaus reals, acadèmies, cercles culturals, museus, societats econòmiques, cambres i escoles de comerç i consolats). Les biblioteques complien més la funció de dipòsit que de facilitadores d'accés als fons.
Amb les lleis de desamortització de Mendizábal (1835-1836) es van crear les primeres biblioteques provincials públiques que dipositaven els fons expropiats a les ordres religioses.
A partir de l'inici del segle xx van aparèixer les biblioteques per a dones. La biblioteca pública o biblioteca popular amb la funció actual es va consolidar durant la Segona República Espanyola: "un servei de lectura col·lectiva, d'accés lliure per a homes i dones, com una agència d'educació per al poble, complementària de l'escola".
Les biblioteques de dones de la segona onada és crearen més tard que a la resta dels països occidentals (a la dècada del 1980) per les circumstàncies polítiques.

### Les biblioteques a Catalunya
A Catalunya el primer sistema públic de biblioteques públiques és el de la Mancomunitat (1915 – 1925), plantejat en 1914. En 1915 s'inaugurà l'Escola de Bibliotecàries per tal de formar el personal destinat a les biblioteques. L'any 1918, quan sortia la primera promoció d'aquesta escola, s'inauguren les quatre primeres biblioteques, anomenades Biblioteques Populars. Les primeres foren quatre, una per cada província: Valls, Sallent, les Borges Blanques i Olot. Fins al 1925 s'anaren inaugurant d'altres arreu del país, que destacaren per la modernitat del plantejament del seu funcionament, inspirat en les xarxes de biblioteques públiques britàniques i dels EUA i marcat per la professionalitat en tots els seus aspectes: des de la política d'adquisicions als serveis oferts als lectors. Durant la dictadura de Primo de Rivera s'intentà neutralitzar la tasca de les biblioteques en pro de la cultura catalana i va destituir alguns dels càrrecs de la Xarxa pel seu catalanisme. L'arribada de la Segona República Espanyola reforçà la política bibliotecària de la primera etapa de la Mancomunitat: la Generalitat, responsable ara de la xarxa, restituí els antics responsables i continuà obrint biblioteques populars a tot Catalunya.
Els anys de la dictadura franquista intentaran esborrar la catalanitat de la xarxa i va aconseguir de trencar-ne la unitat: cada biblioteca passarà a la jurisdicció de la diputació provincial corresponent, desapareixent la idea de conjunt i de treball en una sola direcció. L'única diputació que va mantenir l'esperit de la xarxa va ésser la Diputació de Barcelona, que va considerar-se, en aquest àmbit, hereva i continuadora de la Xarxa de Biblioteques Populars, passant a ocupar-se, per exemple, del manteniment de l'Escola, ara anomenada de Bibliologia. Tot i la situació política, les professionals bibliotecàries van mantenir bona part del que s'havia assolit abans de la Guerra Civil, i continuaren actualitzant els serveis oferts, mantenint les biblioteques de la província de Barcelona com la xarxa més avançada de tot l'Estat. La restauració de la Generalitat de Catalunya farà una nova empenta a les biblioteques, fins a arribar a la situació actual. Les biblioteques públiques de les diputacions de Lleida, Tarragona i Girona passaren a dependre de la Generalitat, llevat de les biblioteques provincials de les tres capitals, dependents del Ministeri de Cultura estatal. Mentrestant, les biblioteques de la província de Barcelona continuaren sota aquesta dependència, ampliant i modernitzant la xarxa, formant l'actual Xarxa de Biblioteques Municipals. Alguns municipis també mantenen xarxes de biblioteques públiques de titularitat municipal: en són exemples Sabadell o Reus. En la majoria dels casos, hi ha convenis entre els ajuntaments i la Generalitat (en el cas de la província de Barcelona, amb la Diputació), per a finançar el servei conjuntament: per exemple, a la ciutat de Barcelona, l'Ajuntament es fa càrrec de les despeses d'edifici i personal auxiliar, mentre que la Diputació de Barcelona s'ocupa del personal bibliotecari i del fons.
Actualment totes les capitals de comarca disposen de biblioteca i tots els municipis de més de 30.000 habitants compten amb almenys d'una. D'altra banda, tots els municipis de més de 5.000 habitants, que són els que tenen l'obligació d'oferir el servei d'acord amb la legislació vigent, disposen d'equipament bibliotecari (excepte Dosrius, que ja té un projecte subvencionat, i Vilafant). Pel que fa als municipis d'entre 3.000 i 5.000 habitants, 54 dels 71 municipis d'aquestes característiques ja disposen d'equipament bibliotecari. A més, el 93% de la població té un servei bibliotecari al seu propi municipi i el 46% disposa del carnet de la biblioteca pública.

## Les biblioteques a Corea del Sud
A Corea del Sud des de l'entrada del segle XXI les organitzacions civils la Unió Nacional per a Reviure les Biblioteques Escolars (formada en novembre de 2000) i l'Acció Ciutadana per la Cultura Lectora (formada el 1999) han sigut les principals impulsores per al desenvolupament de les biblioteques públiques i escolars de cara a les necessitats i possibilitats qua han aparegut amb l'entrada al segle. Aconseguiren influir en les decisions del Ministeri d'Educació i Desenvolupament de Recursos Humans i del Ministeri de Cultura i Turisme a més del propi President de Corea. Així ocorregueren els següents esdeveniments:
- En gener de 2003 va augmentar l'interès per les biblioteques per a xiquets després de crear-se un programa sobre lectura a causa del moviment ciutadà promogut per l'Acció Ciutadana per la Cultura Lectora junt a l'Organització d'Acció Cultural, l'Associació Coreana de Biblioteques, el Col·lectiu de Ciutadans per la Salvació de les Biblioteques Escolars, l'Associació d'Editors Coreans i la Societat d'Editors Coreans.[27]
- En novembre de 2003 obrí les portes la primera Biblioteca del Miracle, situada a la ciutat de Suncheon. Des d'aleshores fins al 2006 obriren set més distribuïdes per altres ciutats.[27]
- El 2003 el Ministeri d'Educació i Desenvolupament de Recursos Humans establí un pressupost i tirà endavant un pla per a revitalitzar les biblioteques escolars.[27]
- En abril de 2004 la Unió Nacional per a Reviure les Biblioteques Escolars fou escoltada públicament al Parlament.[27]

## Les biblioteques a la Xina
Abans del segle xviii solament hi havia dos tipus de biblioteques: les biblioteques de funcionaris del govern (entre les quals estava la biblioteca de l'emperador) i les biblioteques dels particulars. Durant l'edat mitjana es deixava als estudiosos accedir-hi malgrat que no eren biblioteques públiques.
El 1909 es creà la Biblioteca Nacional de la Xina.
A causa del huité Pla Quinquennal (1991-1995) suposà la construcció de la infraestructura necessària per a haver-hi Internet a la Xina i, per tant, per a les biblioteques xineses. Es creà la Xarxa de Biblioteques i d'Informació de l'Acadèmia Xinesa de les Ciències, la Universitat de Pequín i la Universitat de Qinghua, que tenia l'objectiu de cooperar entre biblioteques compartint registres, l'OPAC, permetent la catalogació en línia i el préstec interbibliotecari, i la Xarxa Pública Bibliotecària de l'Àrea del Delta Zhujiang, que tenia l'objectiu de permetre l'accés a un OPAC, la catalogació en línia i el préstec interbibliotecari.
A meitat de la dècada del 2000 les biblioteques xineses estaven ajornades respecte les dels Estats Units d'Amèrica.

## Les biblioteques al Japó
Abans de l'era Meiji l'arquitectura de les biblioteques era sempre la mateixa: una divisió en un dipòsit (bunko) i una sala de lectura (shion). De tal manera que l'habitació on es conservaven els documents no era on es llegia, sinó que hi havia una sala per a tal funció. Els tipus de biblioteques eren: biblioteques imperials, biblioteques privades i col·leccions dels temples. Durant l'edat mitjana es deixava accedir als estudiosos sense arribar a ser biblioteques públiques.

## Tipus de biblioteques

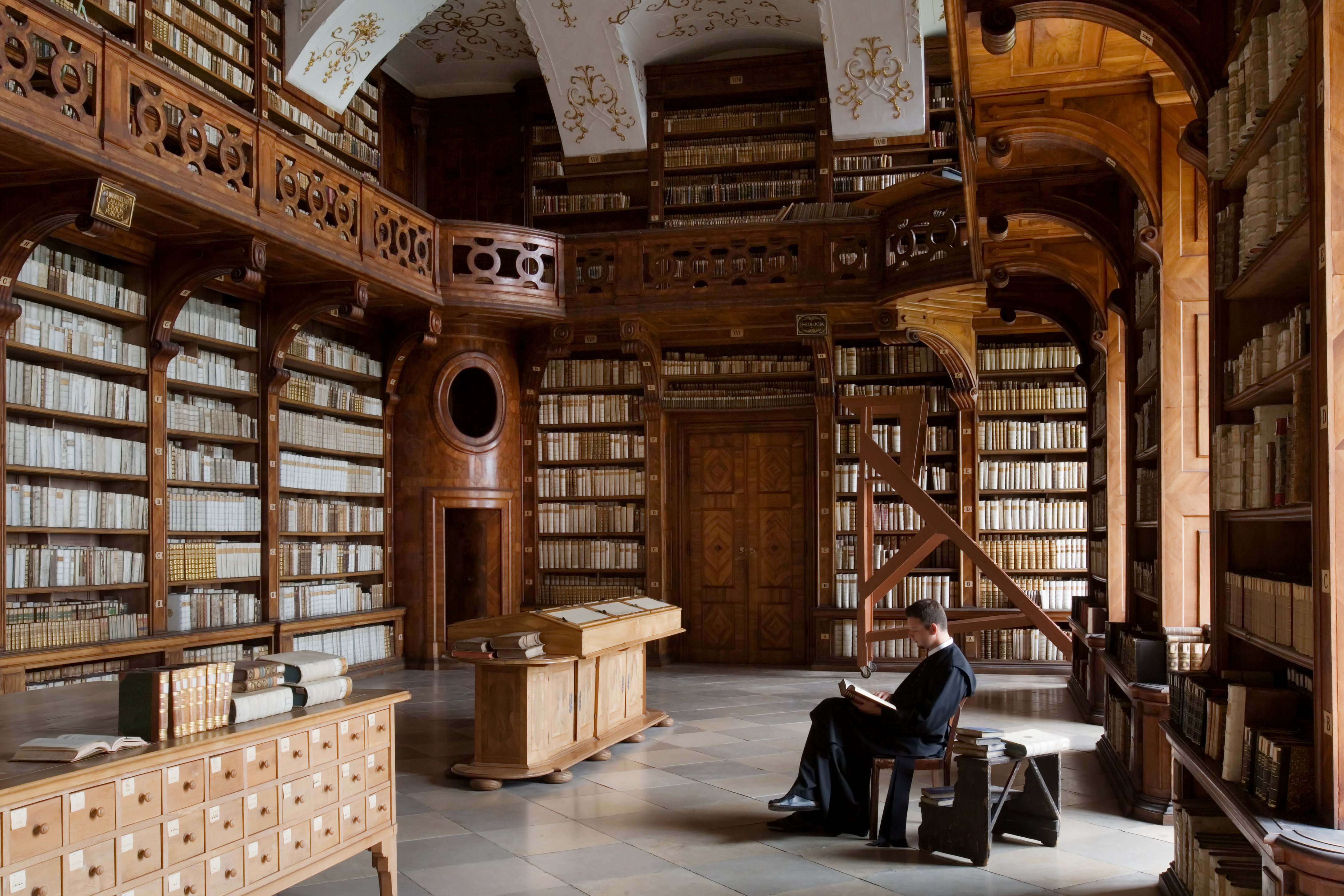
Un home llegeix a la biblioteca de l'abadia de Göttweig (Krems, Àustria).

Les biblioteques poden classificar-se segons diferents criteris (usuaris, àmbit geogràfic, accés, etc.) Les classificacions més usades són les que proposen la UNESCO i la IFLA:

### Classificació proposada per la UNESCO[35]
- Biblioteques nacionals.
- Biblioteques universitàries.
- Altres biblioteques importants no especialitzades.
- Biblioteques escolars.
- Biblioteques especialitzades.
- Biblioteques públiques.

### Classificació proposada per la IFLA[3]
- Biblioteques acadèmiques i d'investigació.
- Biblioteques d'art.
- Biblioteques governamentals.
- Biblioteques de ciències biomèdiques i de la salut.
- Biblioteques jurídiques.
- Biblioteques per a persones amb dificultat per a la lectura.
- Biblioteques i serveis d'informació per a parlamentaris.
- Biblioteques metropolitanes.
- Biblioteques nacionals.
- Biblioteques públiques.
- Biblioteques escolars i centres de recursos.
- Biblioteques de Ciència i Tecnologia.
- Biblioteques de Ciències Socials.

A partir del segle XXI, i gràcies a la irrupció massiva de la digitalització de fons bibliogràfics i documentals a les biblioteques, fet que ha comportat un canvi en la gestió i usos dels espais físics de les mateixes, s'han anat desenvolupant biblioteques sense llibres.

## Manteniment d'una biblioteca
Un dels problemes que tenen les biblioteques és l'acció dels insectes bibliòfags, que poden esdevenir plagues.
Una solució al problema que s'utilitza molt en l'actualitat són els sistemes de climatització i l'aïllament de l'edifici.
Altres solucions són:
- L'ús de bosses plenes d'herbes per a repel·lir-los, com es va fer al Pavelló Tianyi al segle xvi.
- La criança de colònies de rats penats perquè són insectívors i la seua activitat de moviments solament ocorre durant la nit. Requereix que abans d'obrir al públic es netegen els excrements. Uns casos d'ús d'aquest mètode es troben a la Biblioteca de Coímbra i la Biblioteca de Mafra, el qual s'ha portat a la pràctica des del segle xvi.

## Els 10 manaments de Faulkner-Brown
Harry Faulkner-Brown (South Sields, Anglaterra 1920 - 10 de febrer de 2008) és reconegut com un dels arquitectes més importants del segle xx. Va establir un seguit de condicions i criteris tan quantitatius com qualitatius que calia tenir en compte a l'hora de la construcció de biblioteques:
- Criteris quantitatius: les mesures d'una biblioteca han de ser proporcionals al seu nombre d'usuaris potencials, la grandària de les seves col·leccions i l'espai adreçat als seus treballadors.
- Criteris qualitatius: apareixen en un decàleg de principis o "manaments" bibliotecaris presentat el 1973 i revisat al 1980 fent referència als aspectes principals d'una biblioteca i el seva condició òptima. Diversos punts d'aquest decàleg es correlacionen entre ells.
- # Tota biblioteca ha de ser flexible, facilitant les possibilitats de modificar-la a fi de satisfer una necessitat concreta i/o puntual.
- # Tota biblioteca ha de ser compacta, formant un tot, i habilitant un accés i moviment ràpids i efectius dins de tots els seus espais, els quals han d'estar ben identificats, coordinats, equipats i estructurats.
- # Tota biblioteca ha de ser accessible, s'hi ha de poder entrar fàcilment des del carrer i ha de permetre que tot usuari hi pugui accedir de forma correcta (rampes per a persones discapacitades per exemple). Tanmateix ha de complir amb aquesta premissa dins del propi edifici, facilitant un correcte accés a les seves sales, espais i materials.
- # Tota biblioteca ha de ser extensible. Una biblioteca és un organisme viu, ha de créixer. Extensible significa que es pot engrandir i és degut a això que l'edifici ha de permetre modificacions futures en la seva extensió a fi de poder créixer sigui en superfície o en altura.
- # Tota biblioteca ha de ser variada, ha d'oferir una gamma diversa d'espais i recursos a fi de poder adaptar-se a les necessitats d'informació dels seus usuaris.
- # Tota biblioteca ha de ser organitzada, tant des del punt de vista dels espais com el dels recursos amb l'objectiu de facilitar l'accés a la informació als usuaris.
- # Tota biblioteca ha de ser confortable, ha de ser còmoda, convidant a ser utilitzada i convidant als usuaris a tornar-hi un altre cop.
- # Tota biblioteca ha de ser segura, tant pel personal com pels usuaris i els recursos. Entre les possibilitats hi ha sistemes anti-robatori, sistemes d'anti-focs, sortides d'emergència, càmeres de seguretat o guàrdies de seguretat en alguns casos.
- # Tota biblioteca ha de ser constant, en referència a les condicions climàtiques i d'il·luminació oferint-ne unes d'adequades i constants per a oferir unes condicions de treball pels usuaris i conservació dels materials correctes, còmodes i eficaces.
- # Tota biblioteca ha de ser indicativa, és a dir que ha de tenir una bona senyalització tan interna com externa que faciliti l'accés a ella i a les seves instal·lacions.

## Serveis i productes que ofereixen les biblioteques
Els serveis oferts per les biblioteques segueixen una tipologia que els classifica de la següent manera:
- Serveis bàsics: oferts per totes les biblioteques.
- Serveis complementaris: serveis concrets que ofereixen algunes biblioteques en funció del seu caire. Dins d'aquesta tipologia s'hi inclouen visualització de pel·lícules en una filmoteca o préstec de portàtils en biblioteques universitàries.
- Serveis especials: són els propis serveis bàsics, modificats per a estar adreçats a un públic amb unes necessitats concretes com poden ser persones discapacitades.

Entre els serveis bàsics que acostumen a oferir les biblioteques hi trobem el servei de referència, el préstec (dins d'aquest servei existeix el préstec interbibliotecari i l'entrega a domicili), el servei de consulta, formació d'usuaris, accés a les col·leccions documentals i l'accés a Internet, entre d'altres.
Les biblioteques digitals aporten els serveis de difusió selectiva de informació (DSI), sistemes d'alerta personalitzades i permetre que l'usuari seleccioni la seva col·lecció privada.
Entre els productes que poden oferir les biblioteques hi ha els catàlegs (els quals avui en dia es troben en línia), les guies temàtiques o els directoris d'entitats.
Com a servei a part i alhora font d'ingressos al Regne Unit es provà amb èxit la instal·lació de punts de recollida de compres en línia (mitjançant acords amb aquests comerços). El cas britànic fou amb Amazon.com.